# Boží muka I (Moravské Budějovice)
Sloupová Boží muka v Moravských Budějovicích v okrese Třebíč se nacházejí na třech místech a jsou chráněnými kulturními památkami.

## Boží muka na ulici 1. máje
Kamenná pozdně gotická sloupová Boží muka stojí ve výseči ulic Pražská a 1. máje v severozápadní části města. Boží muka byla utopena dva metry pod zemí, s torzem čtyřboké betonové kapličky, na jejímž vrcholu byl kříž svařený z vodovodních trubek. V roce 2019 byla restaurována, kterou provedl Zdeněk Kovařík z Chotěbudic. Při restaurování se postupovalo podle nálezných skutečností a schváleného plánu, případně podle analogie obdobně datovaných muk. Boží muka jsou chráněnou kulturní památkou.

## Popis
Boží muka jsou žulová, složená ze tří části. Spodní část je osmiboký sloup, který přechází okosenými hranami v horní části do čtyřhranu. Sloup je ukončený kruhovou profilovanou deskou (hlavicí), na níž je postavena lucernová kaplička s křížem.